# Seznam polkov Korpusa mornariške pehote Združenih držav Amerike
Seznam polkov Korpusa mornariške pehote Združenih držav Amerike.

## Pehotni polki
Aktivni
- 1. marinski polk
- 2. marinski polk
- 3. marinski polk
- 4. marinski polk
- 5. marinski polk
- 6. marinski polk
- 7. marinski polk
- 8. marinski polk
- 10. marinski polk
- 11. marinski polk
- 12. marinski polk
- 14. marinski polk
- 23. marinski polk
- 25. marinski polk

Neaktivni
- 9. marinski polk
- 13. marinski polk
- 15. marinski polk
- 17. marinski polk
- 18. marinski polk
- 19. marinski polk
- 20. marinski polk
- 21. marinski polk
- 24. marinski polk
- 26. marinski polk
- 27. marinski polk
- 28. marinski polk
- 29. marinski polk

## Logistični polki
- Bojni logistični polk 1
- Bojni logistični polk 2
- Bojni logistični polk 3
- Bojni logistični polk 15
- Bojni logistični polk 17
- Bojni logistični polk 25
- Bojni logistični polk 27
- Bojni logistični polk 35
- Bojni logistični polk 37